# 董旻
董旻（？—192年），字叔穎，東漢末期人物，董卓弟，隨董卓征戰。中平六年（189年），董卓初入洛陽令董旻聯合吳匡殺掉上司何苗，吞併其兵力。董卓遷天子到長安，初平三年（192年）封董旻為左將軍，鄠侯。後為皇甫嵩斬殺於郿塢。